# Các phiên bản của Windows 7
Windows 7, một hệ điều hành phổ biến của Microsoft Windows, được phát hành với sáu phiên bản: Starter, Home Basic, Home Premium, Professional, Enterprise và Ultimate. Chỉ những phiên bản Home Premium, Professional, và Ultimate được bán đại trà tại các nhà bán lẻ. Những phiên bản khác chú tâm vào thị trường doanh nghiệp, phát triển phần mềm hay văn phòng. Tất cả các phiên bản đều hỗ trợ CPU 32-bit IA-32 và 64-bit, ngoại trừ bản Starter chỉ hỗ trợ CPU 32bit IA-32. Phiên bản Starter và Home Basic không có bộ cài đặt 64-bit, nhưng người dùng có thể đặt mua riêng từ Microsoft.
Theo Microsoft, các tính năng cho tất cả các phiên bản của Windows 7 được lưu trữ trên thiết bị, bất kể là phiên bản nào được sử dụng. Người dùng muốn nâng cấp lên một phiên bản của Windows 7 với có thể sử dụng công cụ Windows Anytime Upgrade để mua bản nâng cấp. Microsoft công bố giá cả của Windows 7 một số phiên bản vào ngày 25 tháng 6 năm 2009, cùng với giá của Windows Anytime Upgrade và Family Pack vào ngày 31 tháng 7 năm 2009.

## Phiên bản chính
Windows 7 Starter
Windows 7 Starter là phiên bản tối giản và nhẹ nhất của hệ điều hành này. Ban đầu, Microsoft dự định giới hạn người dùng phiên bản này chạy tối đa 3 ứng dụng, nhưng sau đó điều này đã được loại bỏ. Phiên bản Starter chỉ có phiên bản 32-bit và không có giao diện Windows Aero. Ngoài ra, phiên bản này không thể thay đổi hay tùy chỉnh hình nền desktop.
Phiên bản này được cài sẵn trước, đặc biệt cho netbook hay Windows Tablet.
Windows 7 Home Basic
Windows 7 Home Basic có mặt tại hơn 141 quốc gia, có thêm vài lựa chọn tùy biến Windows Aero cùng một số tính năng mới. Phiên bản Home Basic, cùng với một số phiên bản khác, yêu cầu người dùng kích hoạt bằng mã sản phẩm theo vùng hoặc quốc gia.
Windows 7 Home Premium
Phiên bản này hướng đến thị trường tiêu dùng gia đình, với những tính năng như Windows Media Center, Windows Aero và hỗ trợ cảm ứng đa nhiệm. Nó hỗ trợ cả phiên bản 32-bit và 64-bit.
Windows 7 Professional
Phiên bản này hướng đến các doanh nghiệp nhỏ, trường học và người dùng lập trình. Nó chứa toàn bộ tính năng của Windows 7 Home Premium cộng thêm khả năng truy cập Windows Server domain. Bên cạnh đó, phiên bản Professional hỗ trợ RAM lên đến 192 GB, có thể hoạt động như một máy chủ điều khiển từ xa, cùng các tính năng như: sao lưu vào một địa điểm mạng, hệ thống mã hóa tệp tin (EFS - Encrypting File System), máy chủ Remote Desktop, chế độ thuyết trình (Presentation Mode),... Hỗ trợ cả hai phiên bản 32-bit và 64-bit.
Windows 7 Enterprise
Phiên bản này hướng đến doanh nghiệp lớn, được bán cho các công ty có hợp đồng với Microsoft. Bổ sung thêm tính năng bảo mật như Multilingual User Interface (MUI), BitLocker Drive Encryption. Phiên bản này không bán lẻ cho người dùng, được phân phối thông qua Microsoft Software Assurance (MSA) và được kích hoạt bằng VLK (volume license keys).
Windows 7 Ultimate
Windows 7 Ultimate có những tính năng giống Windows 7 Enterprise, nhưng dành cho người dùng cá nhân. Người dùng Windows 7 Home Premium và Windows 7 Professional có thể nâng cấp lên bản Ultimate bằng cách dùng Windows Anytime Upgrade và đóng một khoản phí.
Từ 31 tháng 10 năm 2013, Windows 7 ngừng kinh doanh bán lẻ (ngoại trừ phiên bản Professional sẽ kết thúc vào ngày 31 tháng 10 năm 2016), hỗ trợ chính của tất cả phiên bản kết thúc vào tháng 1 năm 2015 (cập nhật tính năng mới và sửa lỗi), nhưng hỗ trợ mở rộng (cập nhật bảo mật) sẽ tiếp tục cho đến tháng 1 năm 2020.

## Phiên bản đặc biệt cho từng quốc gia
Các phiên bản chính cũng có thể có dạng của một trong các phiên bản đặc biệt sau:
Phiên bản N và KN
Các tính năng trong phiên bản N và KN cũng giống như các phiên bản đầy đủ tương đương, nhưng không bao gồm Windows Media Player hoặc các công nghệ liên quan với Windows Media, ví dụ như Windows Media Center và Windows DVD Maker do các hạn định được đặt ra bởi Liên minh châu Âu và Hàn Quốc. Giá cả của các phiên bản N và KN cũng bằng với các phiên bản đầy đủ, do Media Feature Pack cho Windows 7 N hoặc Windows 7 KN có thể được tải về miễn phí từ Microsoft.
Các bản Build VL
Các bản build VL hoạt động cùng với VLKs (volume license keys). Các key của bản Volume license có thể được sử dụng để kích hoạt nhiều cài đặt khác nhau của phần mềm mà không có bất cứ cơ chế kiểm tra nào về số lượng cài đặt (ví dụ như cơ chế product activation). Bản quyền của phần mềm sẽ thiết lập giới hạn về tính khả dụng của key. Thông thường, bản quyền sẽ giới hạn key với số lần cài đặt nhất định bên trong tổ chức được cấp phép và đơn vị được cấp phép có nghĩa vụ lưu trữ số lượng cài đặt, giữ bí mật về key và cũng có thể được yêu cầu sẵn sàng cho việc kiểm tra bản quyền phần mềm để xác minh rằng việc sử dụng key là nằm trong giới hạn bản quyền.

## Các phiên bản nâng cấp
Người dùng có thể nâng cấp từ Windows Vista SP1 lên Windows 7 có kiến trúc vi xử lý, ngôn ngữ giống nhau và 2 phiên bản tương thích nhau. Đối với những phiên bản Windows cũ hơn, nâng cấp lên Windows 7 cần quá trình cài đặt mới, tức là xóa hệ điều hành cũ rồi cài đặt Windows 7 và tất cả các phần mềm cần thiết. Windows Easy Transfer có thể trợ giúp trong quá trình này. Ngoài ra, ở một số thị trường, đối với việc nâng cấp lên phiên bản Home Premium, Windows 7 có phiên bản nâng cấp Family Pack. Ở Mỹ, khuyến mãi này hết hạn vào tháng 12 nằm 2009. Vào tháng 10 2010, để kỉ niệm ngày ra đời Windows 7, Microsoft một lần nữa cho Family Pack trong thời gian giới hạn.

### Khả năng tương thích khi nâng cấp
Có 2 cách để nâng cấp lên Windows 7 từ một phiên bản cũ hơn:
- Cài đặt tại chỗ (được ghi là "Upgrade" trong bộ cài đặt), những cài đặt và chương trình được giữ lại từ phiên bản Windows cũ. Tùy chọn này không phải lúc nào cũng có sẵn, và chỉ có khi người dùng nâng cấp từ Windows Vista[23]
- Cài đặt mới (được ghi là "Custom" trong bộ cài đặt), toàn bộ cài đặt như tài khoản người dùng, phần mềm, cài đặt, nhạc, phim ảnh và hệ điều hành sẽ bị xóa sạch và thay bằng Windows 7. Tùy chọn này luôn có sẵn và là bắt buộc với mọi phiên bản của Windows XP.[24]

Bảng dưới đây cho thấy những đường nâng cấp nào có thể cài đặt tại chỗ. Chú ý rằng nâng cấp tại chỗ chỉ có thể thực hiện khi phiên bản Windows trước có chung kiến trúc. Nếu nâng cấp từ 32-bit lên 64-bit hay xuống từ 64-bit về 32-bit thì bắt buộc phải cài đặt mới.
| Phiên bản Windows được nâng cấp | Phiên bản Windows 7 nâng cấp lên | Phiên bản Windows 7 nâng cấp lên | Phiên bản Windows 7 nâng cấp lên | Phiên bản Windows 7 nâng cấp lên | Phiên bản Windows 7 nâng cấp lên |
| Phiên bản Windows được nâng cấp | Home Basic                       | Home Premium                     | Professional                     | Enterprise                       | Ultimate                         |
| ------------------------------- | -------------------------------- | -------------------------------- | -------------------------------- | -------------------------------- | -------------------------------- |
| Vista Home Basic                | Tại chỗ                          | Tại chỗ                          | Mới                              | Mới                              | Tại chỗ                          |
| Vista Home Premium              | Mới                              | Tại chỗ                          | Mới                              | Mới                              | Tại chỗ                          |
| Vista Business                  | Mới                              | Mới                              | Tại chỗ                          | Tại chỗ                          | Tại chỗ                          |
| Vista Enterprise                | Mới                              | Mới                              | Mới                              | Tại chỗ                          | Mới                              |
| Vista Ultimate                  | Mới                              | Mới                              | Mới                              | Mới                              | Tại chỗ                          |
| XP                              | Mới                              | Mới                              | Mới                              | Mới                              | Mới                              |

### Các phiên bản Anytime Upgrade
Windows 7 cũng hộ trợ 1 công cụ để nâng từ phiên bản thấp lên phiên bản cao hơn của Windows 7, đó là Windows Anytime Upgrade. Hiện tại có bao gồm 3 sự lựa chọn cho bán lẻ.
- Starter đến Home Premium
- Starter đến Professional1
- Starter đến Ultimate1
- Home Premium đến Professional
- Home Premium đến Ultimate
- Professional đến Ultimate1

1Có ở cửa hàng bán lẻ và Microsoft Store

## Biến thể
Windows Thin PCVào ngày 9 tháng 1 năm 2011, Microsoft đã công bố Windows Thin PC, một biến thể của Windows Embedded Standard 7 Service Pack 1, được thiết kế để trở thành một phiên bản nhẹ của Windows 7 dành cho các PC hiệu năng thấp, thay thế cho việc sử dụng thiết bị thin client chuyên biệt. Đây là phiên bản kế nhiệm của Windows Fundamentals for Legacy PCs, dựa trên Windows XP Embedded. Windows Thin PC được phát hành vào ngày 6 tháng 6 năm 2011.
Hỗ trợ chính cho Windows Thin PC đã kết thúc vào ngày 11 tháng 10 năm 2016, và hỗ trợ mở rộng cũng đã kết thúc vào ngày 12 tháng 10 năm 2021.
Các phiên bản nhúngWindows 7 cũng có sẵn ở hai dạng riêng biệt của Windows Embedded, với tên gọi lần lượt là Windows Embedded Standard 7 (trước khi phát hành được gọi là Windows Embedded Standard 2011, phiên bản mới nhất là Windows Embedded Standard 7 with Service Pack 1) và Windows Embedded POSReady 7. Cả hai đều đủ điều kiện tham gia chương trình Extended Security Updates (ESU) trong vòng 3 năm sau khi kết thúc hỗ trợ mở rộng. Ngoài ra, các biến thể for Embedded Systems (FES) của Professional và Ultimate với mã nhị phân tương đồng cũng được cung cấp, với khác biệt duy nhất về mặt giấy phép, và thời hạn hỗ trợ cũng tương tự như những biến thể không FES.
Hỗ trợ chính cho Windows Embedded 7 Standard đã kết thúc vào ngày 13 tháng 10 năm 2015, và hỗ trợ mở rộng đã kết thúc vào ngày 13 tháng 10 năm 2020. Hỗ trợ chính cho Windows Embedded POSReady 7 đã kết thúc vào ngày 11 tháng 10 năm 2016, và hỗ trợ mở rộng cũng đã kết thúc vào ngày 12 tháng 10 năm 2021. Chương trình Extended Security Updates (ESU) cho Windows Embedded 7 Standard đã kết thúc vào ngày 10 tháng 10 năm 2023. ESU dành cho Windows Embedded POSReady 7 kéo dài tới ngày 8 tháng 10 năm 2024.

## Bảng so sánh
| Tính năng                                        | Starter | Home Basic                     | Home Premium  | Professional                    | Enterprise       | Ultimate      |
| ------------------------------------------------ | ------- | ------------------------------ | ------------- | ------------------------------- | ---------------- | ------------- |
| Chương trình cấp phép                            | OEM     | Bán lẻ và OEM                  | Bán lẻ và OEM | Bán lẻ, OEM và volume licensing | Volume licensing | Bán lẻ và OEM |
| Bộ nhớ truy cập ngẫu nhiên tối đa (RAM) (32-Bit) | 2 GB    | 4 GB                           | 4 GB          | 4 GB                            | 4 GB             | 4 GB          |
| Bộ nhớ truy cập ngẫu nhiên tối đa (RAM) (64-Bit) | —       | 8 GB                           | 16 GB         | 192 GB                          | 192 GB           | 192 GB        |
| Số CPU tối đa                                    | 1       | 1                              | 1             | 2                               | 2                | 2             |
| Hỗ trợ AVHCD                                     | Không   | Có                             | Có            | Có                              | Có               | Có            |
| Đa màn hình                                      | Không   | Có                             | Có            | Có                              | Có               | Có            |
| Chuyển người dùng nhanh                          | Không   | Có                             | Có            | Có                              | Có               | Có            |
| Desktop Window Manager                           | Không   | Có                             | Có            | Có                              | Có               | Có            |
| Windows Mobility Center                          | Không   | Có                             | Có            | Có                              | Có               | Có            |
| In ấn qua Internet                               | Không   | Có                             | Có            | Có                              | Có               | Có            |
| Windows Parental Controls                        | Không   | Có                             | Có            | Có                              | Có               | Có            |
| Phiên bản 64-bit                                 | Không   | Không có trong bản bán lẻ SKUs | Có            | Có                              | Có               | Có            |
| Windows Aero                                     | Không   | Một phần                       | Có            | Có                              | Có               | Có            |
| Chia sẻ kết nối Internet                         | Không   | Không                          | Có            | Có                              | Có               | Có            |
| DVD (MPEG-2 và Dolby Digital) decoder            | Không   | Không                          | Có            | Có                              | Có               | Có            |
| Cảm ứng đa điểm                                  | Không   | Không                          | Có            | Có                              | Có               | Có            |
| Windows Media Center                             | Không   | Không                          | Có            | Có                              | Có               | Có            |
| Windows Media Player                             | Không   | Không                          | Có            | Có                              | Có               | Có            |
| Trò chơi                                         | Không   | Có                             | Có            | Có                              | Có               | Có            |
| Sao lưu với mạng bằng Backup and Restore Center  | Không   | Không                          | Không         | Có                              | Có               | Có            |
| Hệ thống mã hóa tệp tin                          | Không   | Không                          | Không         | Có                              | Có               | Có            |
| Chế độ thuyết trình                              | Không   | Không                          | Không         | Có                              | Có               | Có            |
| Group Policy                                     | Không   | Không                          | Không         | Có                              | Có               | Có            |
| Chế độ Windows XP                                | Không   | Không                          | Không         | Có                              | Có               | Có            |
| Chính sách hạn chế phần mềm                      | Không   | Không                          | Không         | Có                              | Có               | Có            |
| Điều khiển Aero                                  | Không   | Không                          | Không         | Không                           | Có               | Có            |
| BitLocker Drive Encryption                       | Không   | Không                          | Không         | Không                           | Có               | Có            |
| Hệ thống phụ cho phần mềm nền UNIX               | Không   | Không                          | Không         | Không                           | Có               | Có            |
| Hỗ trợ giao diện đa ngôn ngữ                     | Không   | Không                          | Không         | Không                           | Có               | Có            |
| Chuyển giữa các ngôn ngữ có sẵn                  | Không   | Không                          | Không         | Không                           | Có               | Có            |
| Tính năng                                        | Starter | Home Basic                     | Home Premium  | Professional                    | Enterprise       | Ultimate      |